# Bardujord
Bardujord est une localité du comté de Troms, en Norvège.

## Géographie
Administrativement, Bardujord fait partie de la kommune de Bardu.